# End of the Century
 (juin 2023).
Si vous disposez d'ouvrages ou d'articles de référence ou si vous connaissez des sites web de qualité traitant du thème abordé ici, merci de compléter l'article en donnant les références utiles à sa vérifiabilité et en les liant à la section « Notes et références ».
Pour les articles homonymes, voir Century.
Albums de Ramones
Road to Ruin
(1978) Pleasant Dreams
(1981)
End of the Century est le cinquième opus des Ramones. Les quatre premiers disques, bien qu'ils soient considérés aujourd'hui comme des pièces majeures de l'histoire du rock, ne furent au fond que des succès d'estime. Les Ramones ne sont jamais sortis de l'underground, et rêvent d'un vrai succès public, d'un hit, d'un album qui atteindrait enfin les sommets des hit-parades. Pour y parvenir, ils décident de faire appel au producteur mythique Phil Spector, légende vivante qui a révolutionné la production dans les années 1960, grâce à son fameux « mur de son ». Mais l'homme est aussi connu pour son caractère instable, explosif, autoritaire, voire violent.
Dans son autobiographie (Poison Heart: Surviving the Ramones), Dee Dee Ramone, principal compositeur du groupe, raconte que Spector l'aurait menacé avec une arme à feu pour qu'il reste toute une nuit à l'écouter jouer en boucle au piano Baby, I Love You. Le producteur aurait également forcé Johnny à rejouer des dizaines de fois l'introduction de Rock'n'Roll High School. Lassé par ce climat, Dee Dee aurait quitté le studio, et laisse même entendre que Spector n'a pas hésité à le remplacer pour l'enregistrement de certains morceaux (dans son autobiographie, le bassiste écrit « Je me demande encore qui joue de la basse sur ce disque ! »).
Sur la pochette du disque, les Ramones ont abandonné leurs traditionnels perfecto, pour des t-shirt colorés, au grand désespoir de Johnny. Hélas, encore une fois, le succès ne sera pas au rendez-vous. Pire, les fans leur reprocheront d'avoir renié l'esprit punk des débuts avec cet album trop « pop », trop « produit ». Le titre Baby I Love You, reprise d'une chanson écrite par Spector pour les Ronettes dans les années 1960, connaîtra cependant un succès relatif en Angleterre.

## Liste des titres
Tous les titres sont crédités aux Ramones sauf mention contraire.
1. Do You Remember Rock 'n' Roll Radio? – 3:50
2. I'm Affected – 2:51
3. Danny Says – 3:06
4. Chinese Rock – 2:28 (Dee Dee Ramone, Richard Hell)
5. The Return of Jackie and Judy – 3:12
6. Let's Go – 2:31
7. Baby, I Love You – 3:47 (Phil Spector, Jeff Barry, Ellie Greenwich)
8. I Can't Make It on Time – 2:32
9. This Ain't Havana – 2:18
10. Rock 'n' Roll High School – 2:38
11. All the Way – 2:29
12. High Risk Insurance – 2:08

### Bonus de l'édition 2002
1. I Want You Around (version bande-son) – 3:05
2. Danny Says (démo) – 2:19
3. I'm Affected (démo) – 2:47
4. Please Don't Leave (démo) – 2:22
5. All the Way (démo) – 2:31
6. Do You Remember Rock & Roll Radio? (démo) – 3:43
7. End of the Century Radio Promo – 0:59

## Personnel
- Joey Ramone : chant
- Johnny Ramone : guitare
- Dee Dee Ramone : basse, chœurs
- Marky Ramone : batterie

### Personnel additionnel[1]
- Dan Kessel : guitare
- David Kessel : guitare
- Barry Goldberg : orgue, piano
- Steve Douglas : saxophone
- Jim Keltner : batterie